# Eddies erster Winter
Eddies erster Winter (Originaltitel: The First Snow Of Winter) ist ein mehrfach ausgezeichneter Zeichentrickfilm von Graham Ralph aus dem Jahr 1998.

## Handlung
Der kleine Erpel Eddie muss mit seinen Eltern in den Süden fliegen. Als sie losfliegen, wird Eddie von einem Flugzeug aus der Bahn gebracht und stürzt ab. Dabei verletzt er sich den Flügel. Kurz nach seinem Absturz lernt er die Wühlmaus Voley kennen, die ihm zeigt, wie er auch ohne seine Eltern überleben kann. Jedoch muss sich Voley von Eddie trennen, als der Winter einbricht und der kleine Erpel nun auf sich allein gestellt ist. Doch dank der Tricks, die ihm von Voley beigebracht wurden, kann er sich und auch seinen Freund Puffin, der auch den Anschluss zur Gruppe verloren hat, durch den Winter bringen. Am Ende finden beide Vogelkinder ihre Eltern wieder.

## Rezeption
„Diese Geschichte über Familie, Mut und Freundschaft ist schon für die jüngsten Zuschauer geeignet. Der Kurzfilm hat die richtige Laufzeit, die Figuren sind in Verhalten und Sprache kindgerecht und spannende Szenen werden stets verträglich aufgelöst.“

## Auszeichnungen
- 1999: BAFTA Children’s Award, Best Animation[2]
- 1999: Royal Television Society, Best Children’s Entertainment[2]
- 1999: Chicago International Children’s Film Festival, 2. Platz  Children’s Jury Award: Short Film and Video – Animation[2]
- 2000: Prix Jeunesse[2]